# Gremio degli Ortolani
Il Gremio degli Ortolani (Gremiu di l'Orthurani in Sassarese) è un'antica corporazione di arti e mestieri della città di Sassari parte della Faradda sin dai suoi momenti più antichi.

## Storia

### Origini
Le origini della corporazione degli Ortolani di Sassari si perdono nel medioevo turritano.
Già ai tempi del libero comune, infatti, le fertili valli della Nurra, completamente cosparse di rigagnoli e pozze d'acqua, erano state approdo e luogo di fortuna di numerosissimi lavoratori della terra, che ben presto fecero fiorire il mercato locale grazie alla produzione autoctona. Controprova dell'importanza di tale mercato fu la nascita non solo di corporazioni dedicate al mondo agricolo  (se non uniche quantomeno singolari nel panorama europeo) ma addirittura una loro specializzazione e frammentazione in soggetti distinti, tanta era la specializzazione professionale dei lavoratori coinvolti nella filiera.
I lavoratori dei campi, specialmente quelli dediti alle culture ortofrutticole, sicuramente erano soliti riunirsi attorno al secolo XV presso la Pieve di San Francesco nel Colle dei Cappuccini. Testimonianza di tale presenza è marcata dal venerato simulacro della Madonna di Valverde all'interno del convento francescano, il quale è stato ricostruito a causa di crolli nel secolo scorso.
Notizie di un vero e proprio Gremio degli Ortolani sassaresi si hanno tuttavia soltanto nel XVI secolo, giacché nel 1521 gli stessi si trasferirono dalla Chiesa di San Francesco a quella di Santa Maria occupando la scomparsa Cappella di Santa Lucia e ottenendo diritto di sepoltura nel terreno circostante, seppur con difficoltà causate dall'opposizione dei conventuali.

### Dal Rinascimento ai tempi moderni
La storia del Gremio degli Ortolani è inscindibilmente legata a quella della Faradda di li Candareri, giacché già nell'atto del 1531 essi erano indicati fra le corporazioni presenti con un proprio Candeliere. Essi sono una delle quattro corporazioni sempre presenti alla Discesa assieme a Massai Agricoltori, Muratori e Calzolai, ed erano parte della stessa anche nel noto voto seicentesco.
Nel corso del Seicento il Gremio ha continuato la propria attività nel territorio sassarese, come testimoniato da due documenti del tempo. Il primo è lo statuto del Gremio dei Viandanti del 1633, nel quale gli stessi Viandanti richiamano allo statuto del Ortolani per stabilire i percorsi per le questue nella città (le due corporazioni godevano di un forte rapporto di collaborazione, nata dallo stretto legame tra produttori e trasportatori e fiorita nella comunanza di usi e costumi ancora oggi rispettati tramite un gemellaggio la cui origine si perde nei fumi della storia). Il secondo, del 22 ottobre 1693, con il quale il Gremio stipulò un accordo con i frati riguardante la cappella di Santa Lucia, impegnandosi ad ornarla dato lo stato di abbandono.
Risale al 1761 invece il nuovo statuto degli ortolani che rinnovava la Confraria di cui si lamentava la decadenza.
A metà del XIX secolo venne demolita la cappella di Santa Lucia nei lavori di restauro e realizzazione della cupola di Santa Maria operati da Cano. Ciò portò il Gremio a trasferirsi presso la Cappella delle Anime Purganti, attuale sede della corporazione.
Dopo un periodo di attività come Società di Mutuo Soccorso, il Gremio è stato parte integrante della rinascita della Discesa dei Candelieri ed è divenuto parte dell'Intergremio "Città di Sassari".
Nel 1989 lo stoico Candeliere seicentesco è stato definitivamente fermato, venendo sostituito da una copia quasi identica, che è stata ricoperta della tela originale presente nell'antico. Il restauro ha permesso di riportare alla luce sia la damascatura presente sul fusto, che permetteva, probabilmente, l'applicazione della cera votiva prima che venisse realizzata la tela, sia l'effige in graffito del simulacro della Madonna di Valverde conservato a San Francesco.

## Devozione alla Madonna di Valverde
La Patrona è da sempre la Madonna di Valverde, il cui legame con il Gremio si perde nei tempi, e la cui festa è la domenica In albis. La festa era originariamente l'8 settembre, oggi utilizzata per la festa piccola del Gremio.
In tempi recenti la processione è stata caratterizzata dal trasporto del simulacro dalla chiesa di Santa Maria fino al Colle dei Cappuccini, sede originaria della corporazione.

## Segni distintivi

### Bandiera
La Bandiera del Gremio è di colore verde, gallonata d'argento. Il colore verde, unico fra tutto i Gremi sassaresi, è un chiaro riferimento al mestiere svolto dai consociati e al Titolo Mariano di riferimento.

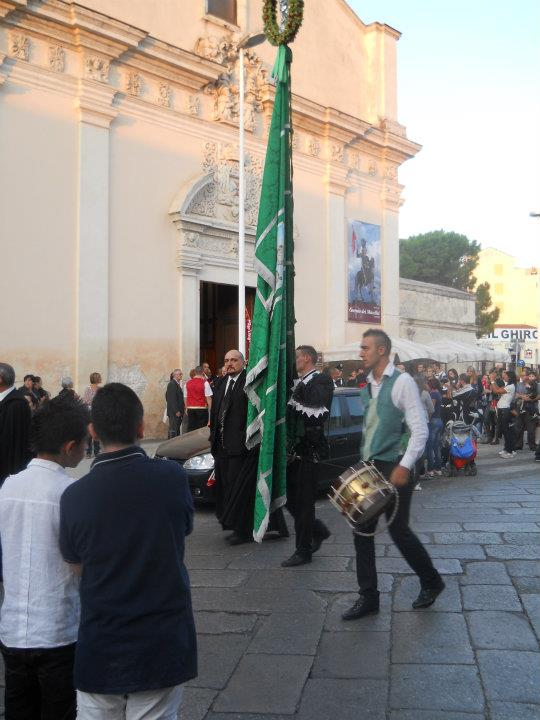
Bandiera grande del gremio.

### Cappella
Originariamente ospitato presso la Cappella di Valverde della Chiesa di San Francesco e di seguito in quella di Santa Lucia a Santa Maria di Betlem, è oggi stabilito presso la Cappella delle Anime del Purgatorio nello stesso Convento Francescano

### Divisa
La divisa del Gremio degli Ortolani, caratterizzata dalla presenza di elementi provenienti dalla tradizione spagnola seicentesca, varia a seconda della carica sociale rivestita dai Gremianti:
- I Novizi indossano un abito classico all'italiana, con cravatta nera e pantaloni neri, guanti neri e una ricca cappa nera di origine spagnola.

- L'Obriere di Candeliere indossa una giacca nera, una buttunera, corpetto in raso nero arricchito da bottoni in filigrana d'argento e stretta da un panciotto in argento, il briccu, pantaloni neri, guanti neri e cappa nera.

- L'Obriere Maggiore indossa una ripiglia, giacca spagnola seicentesca in panno con maniche in damasco nero, arricchite da ricchi pizzi bianchi, una piccola mozzetta in pizzo bianco detta bavaru, guanti neri, bandoliera, spada e spadino.

- Gli Anziani Eletti indossano come alta uniforme indossano un ripiglia arricchita da un nastro di pizzo e da un grande fiocco verde, pantaloni neri, cappa nera e guanti neri. Nelle occasioni comuni indossano la medesima divisa dell'Obriere di Candeliere.

## Candeliere
Il Gremio possiede due Candelieri, il più antico risalente al XVI secolo, il secondo, copia dell'originale, al 1989. Attualmente, a causa dello stato di fragilità del cero antico, solo quello novecentesco viene portato in processione.

### Candeliere antico
Il Candeliere antico degli Ortolani è il cero più antico fra tutti i Candelieri conservati nella Città di Sassari. Completamente intagliato nel fusto, reca inciso diversi fregi floreali arricchiti dai resti delle foglia d'argento che lo ricopriva.
Il capitello, di forma ottagonale, presenta numerosi fregi fitomorfi pregevolmente scolpiti nel legno mentre nella parte centrale sempre scolpita si trova la Madonna di Valverde.
Originariamente era ricoperto da una tela dipinta raffigurante la Patrona su un drappeggio chiaro su sfondo marrone. Tale tela, dal 1989, è stata posta nel Candeliere nuovo, rivelando una fitta serie di graffiti ornamentali presenti nel fusto.

### Candeliere nuovo
Creato sul modello di quello antico è prevalentemente di colore marrone, la base riporta ornamenti geometrici più precisamente dei rombi all'interno di un rettangolo, sul fusto vi è l'immagine della Madonna di Valverde, conservata nella tela settecentesca che avvolgeva il fusto del Candeliere vecchio
Il 14 agosto viene posta in cima al capitello una ricchissima corona di bandiere in broccato ricamate, in ricordo di tutti gli Obrieri succedutesi negli anni. Sulla sommità svetta il vessillo dell'Obriere di Candeliere in carica. La corona viene adornata da ghirlande di carta, i bora-bora, e spesso da addobbi vegetali, quali oleandro e salice.
Il Candeliere degli Ortolani pesa 251 kg senza stanghe e 291 kg con stanghe completamente addobbato.

## Galleria d'immagini

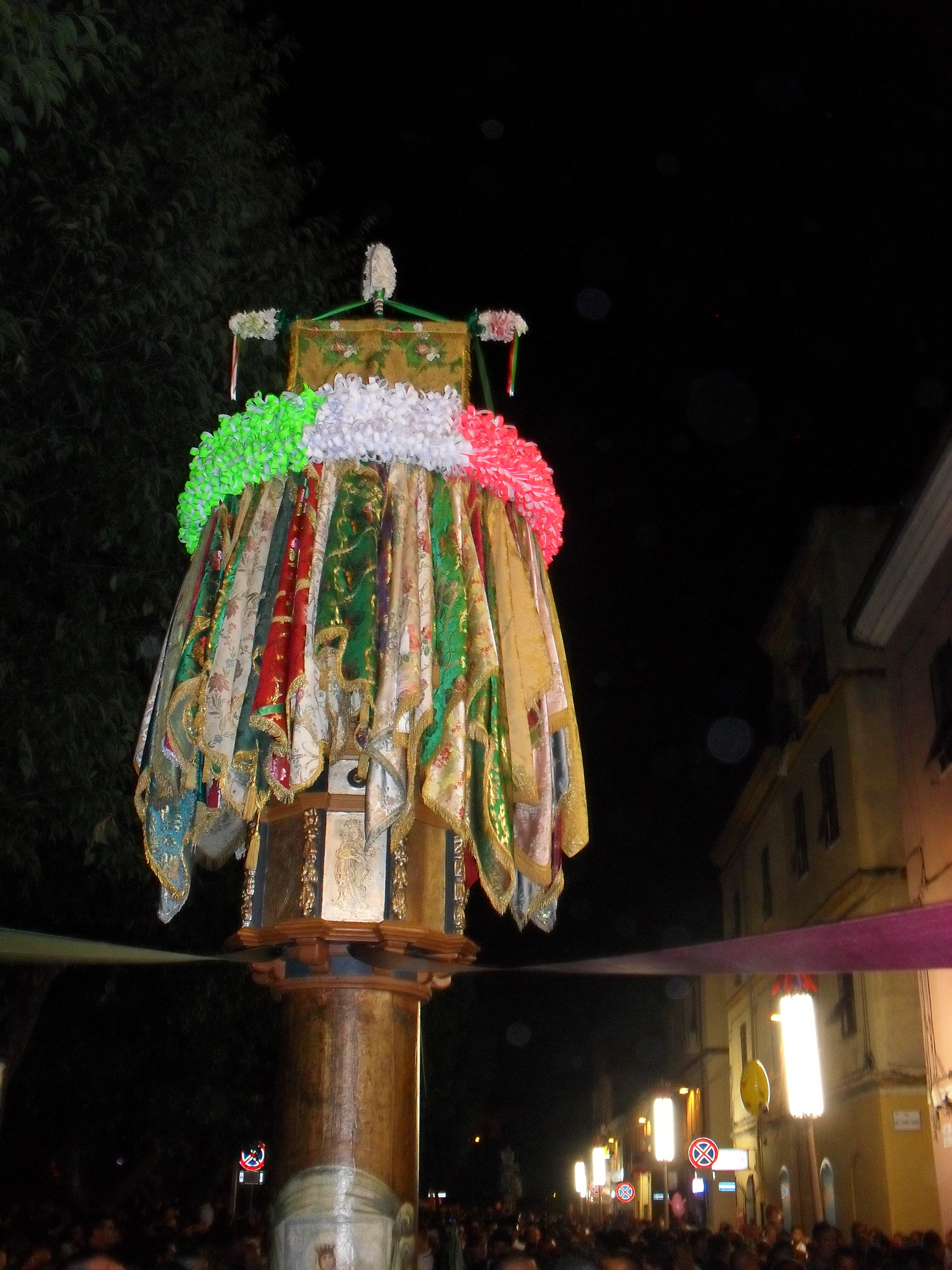
Capitello del 2011, riprende la bandiera italiana
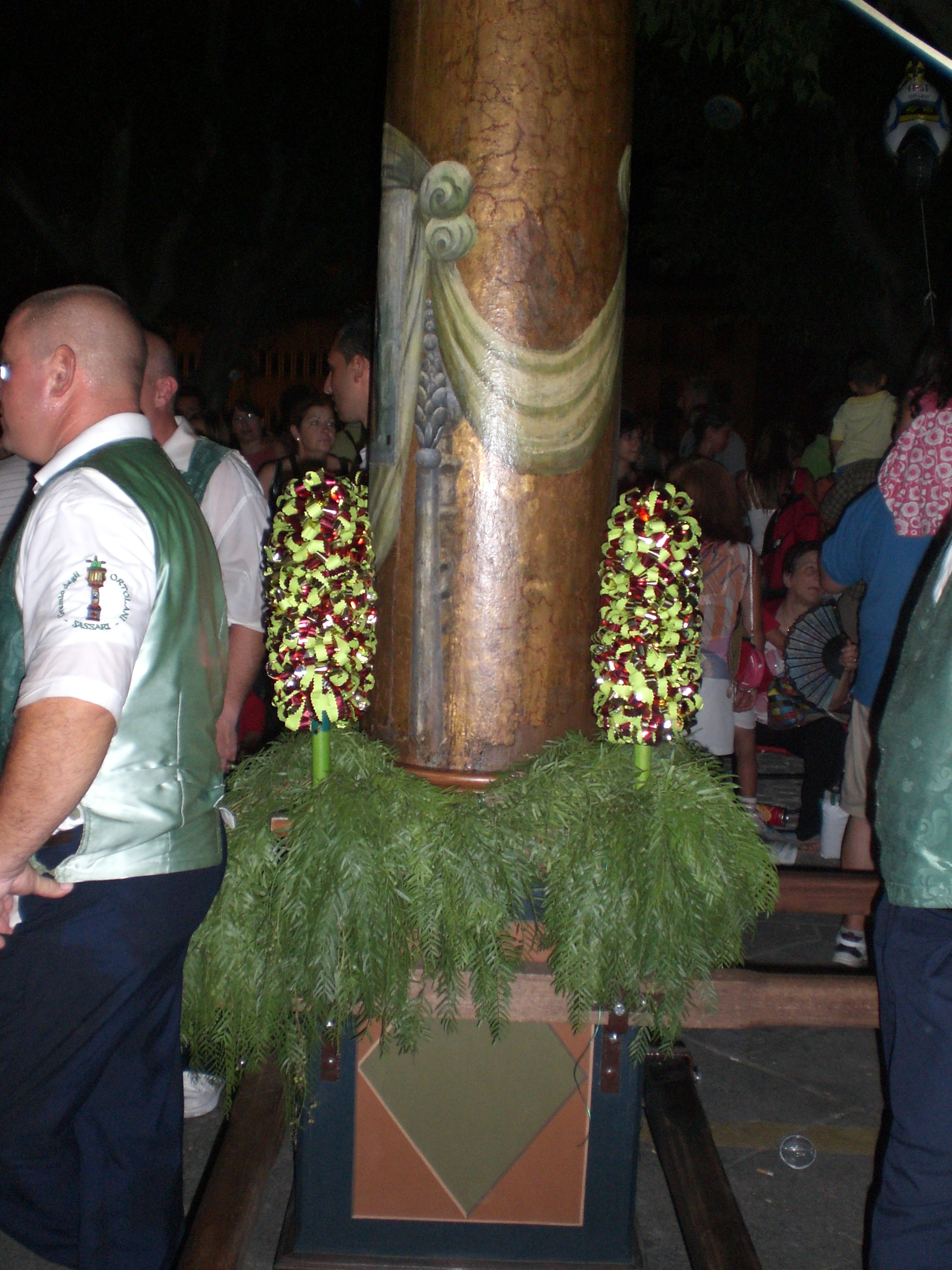
Addobbo del candeliere per la Faradda 2009
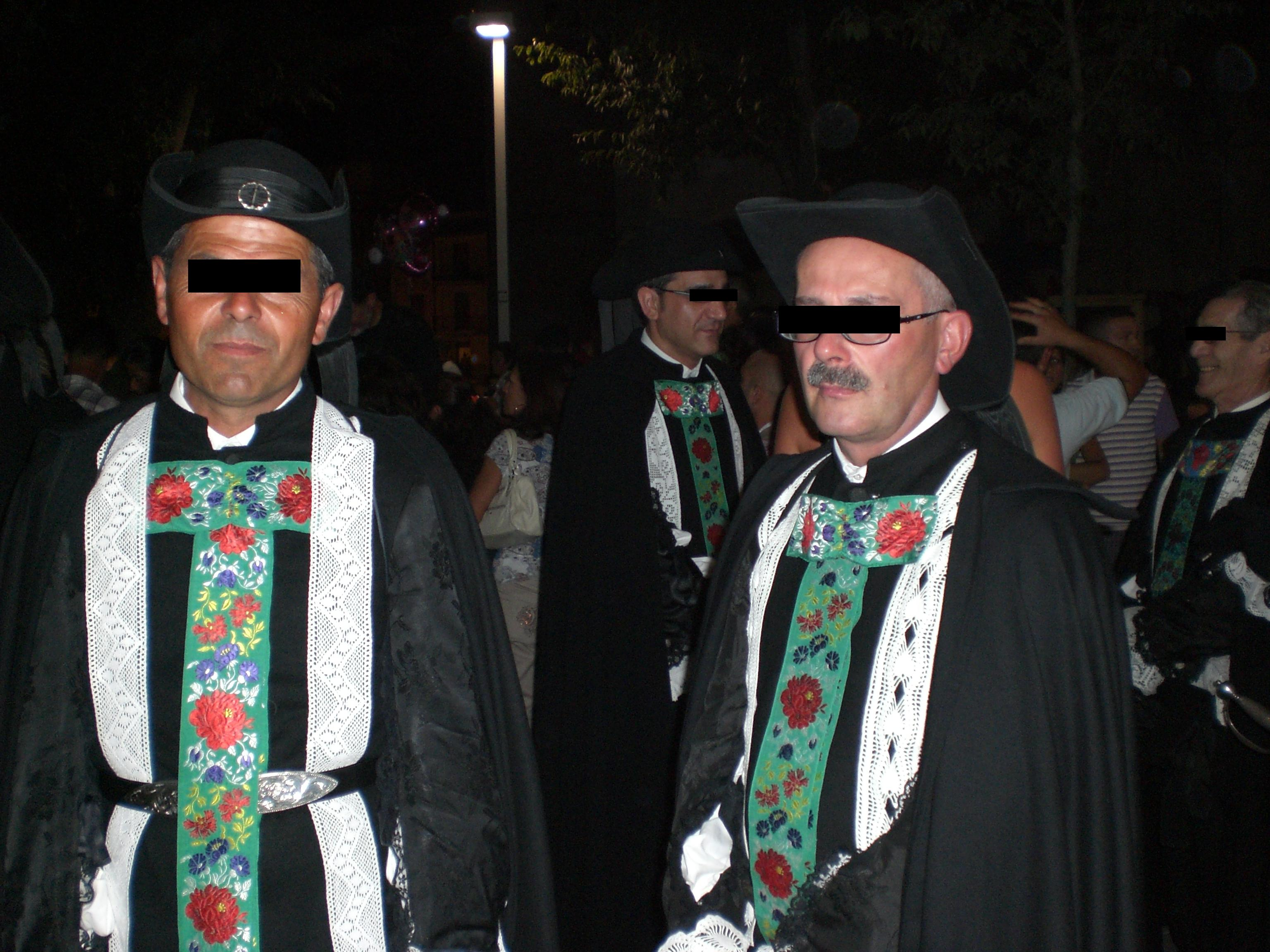
Costumi del Gremio
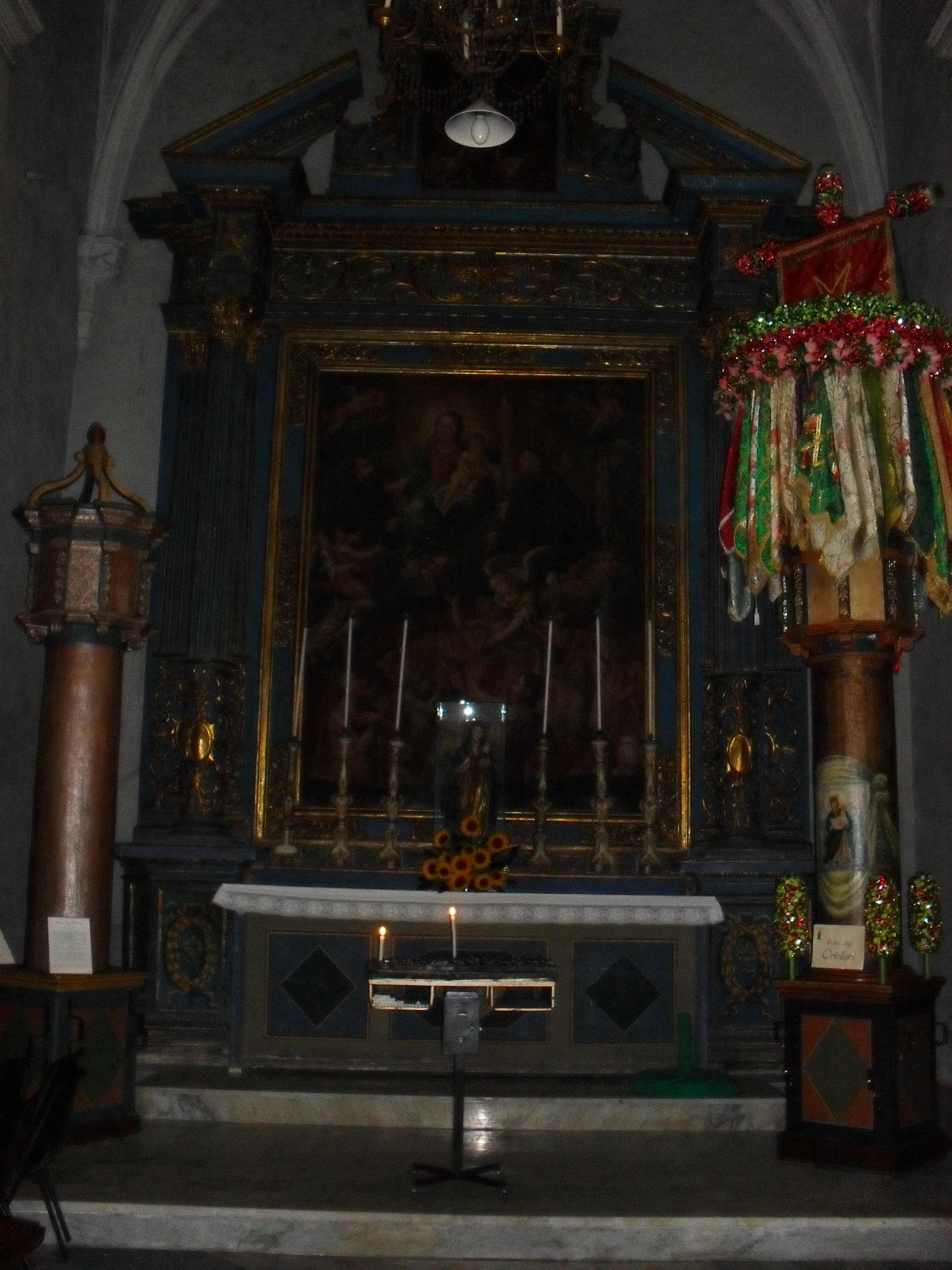
Cappella delle Anime
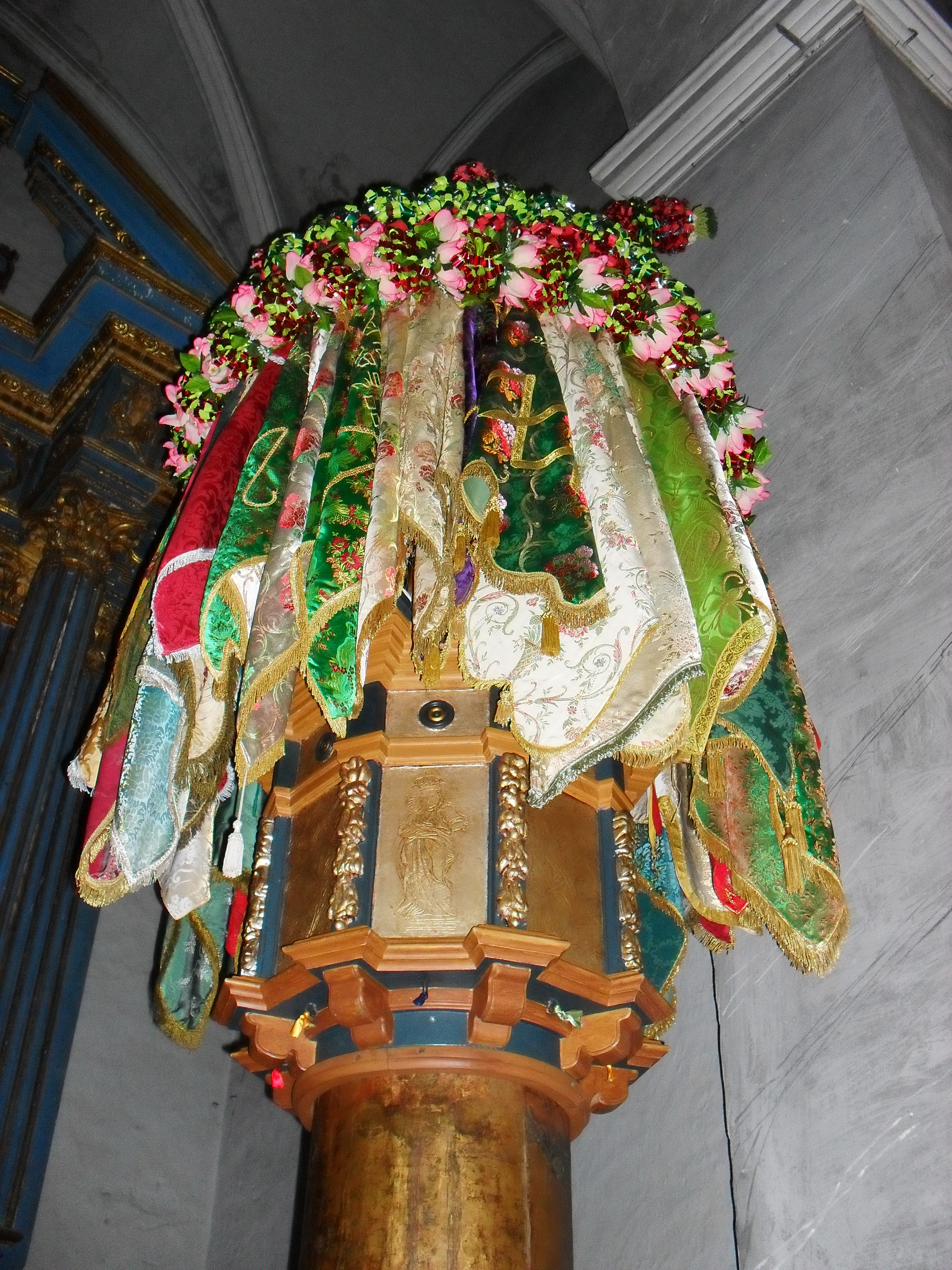
Capitello addobbato
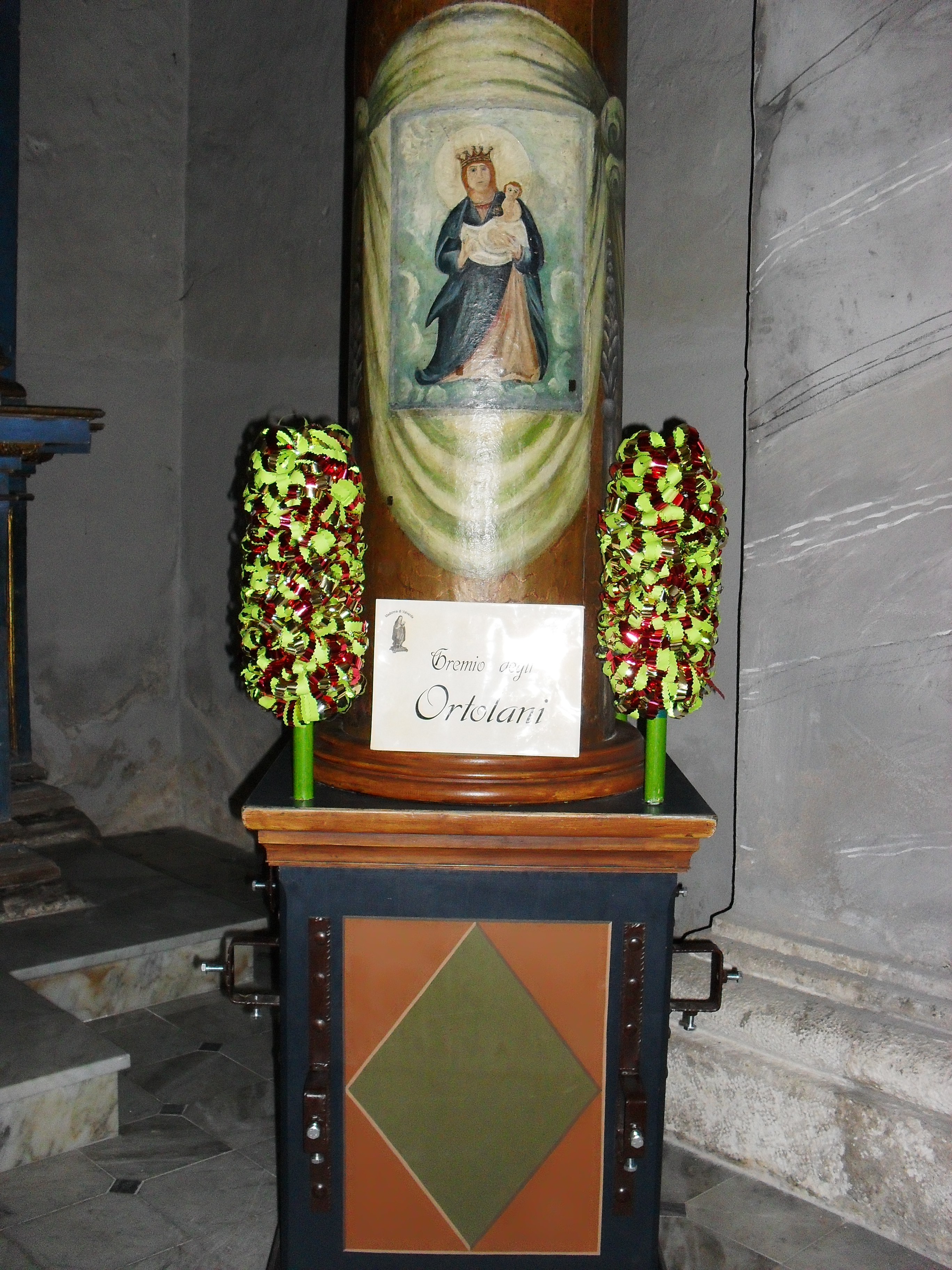
Base e fusto del candeliere con l'immagine della patrona
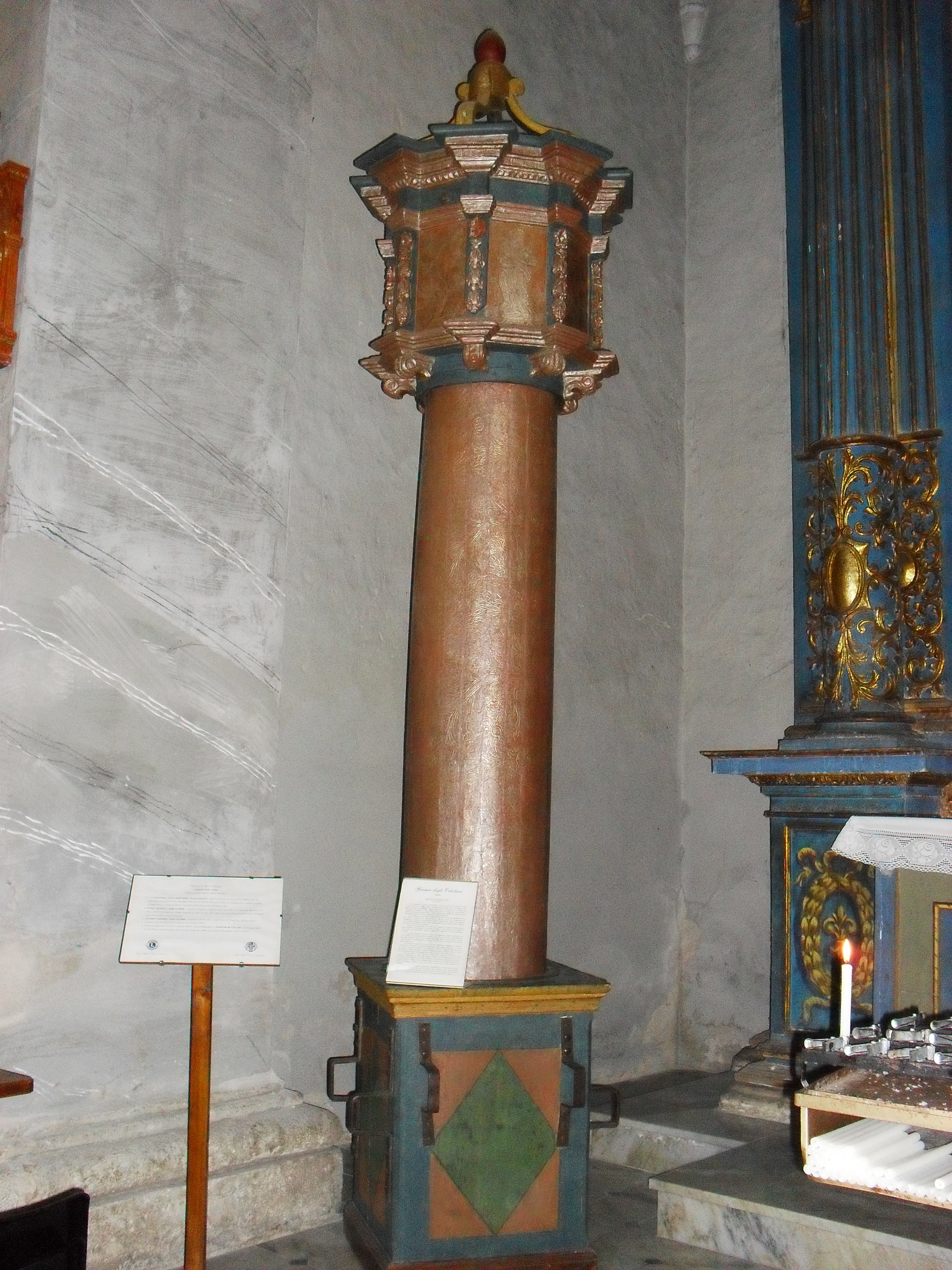
Candeliere vecchio, il più antico esistente
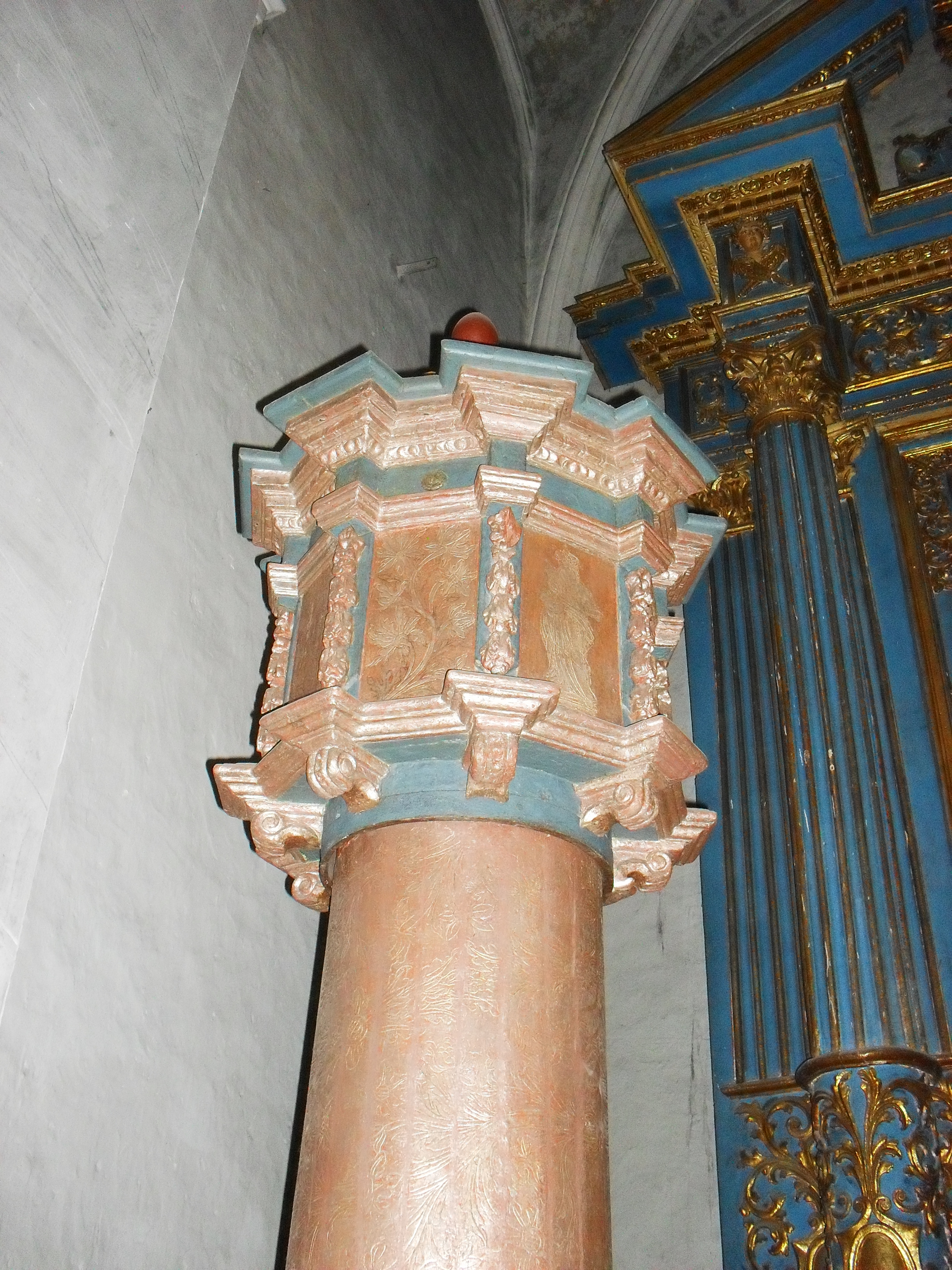
Capitello del candeliere vecchio
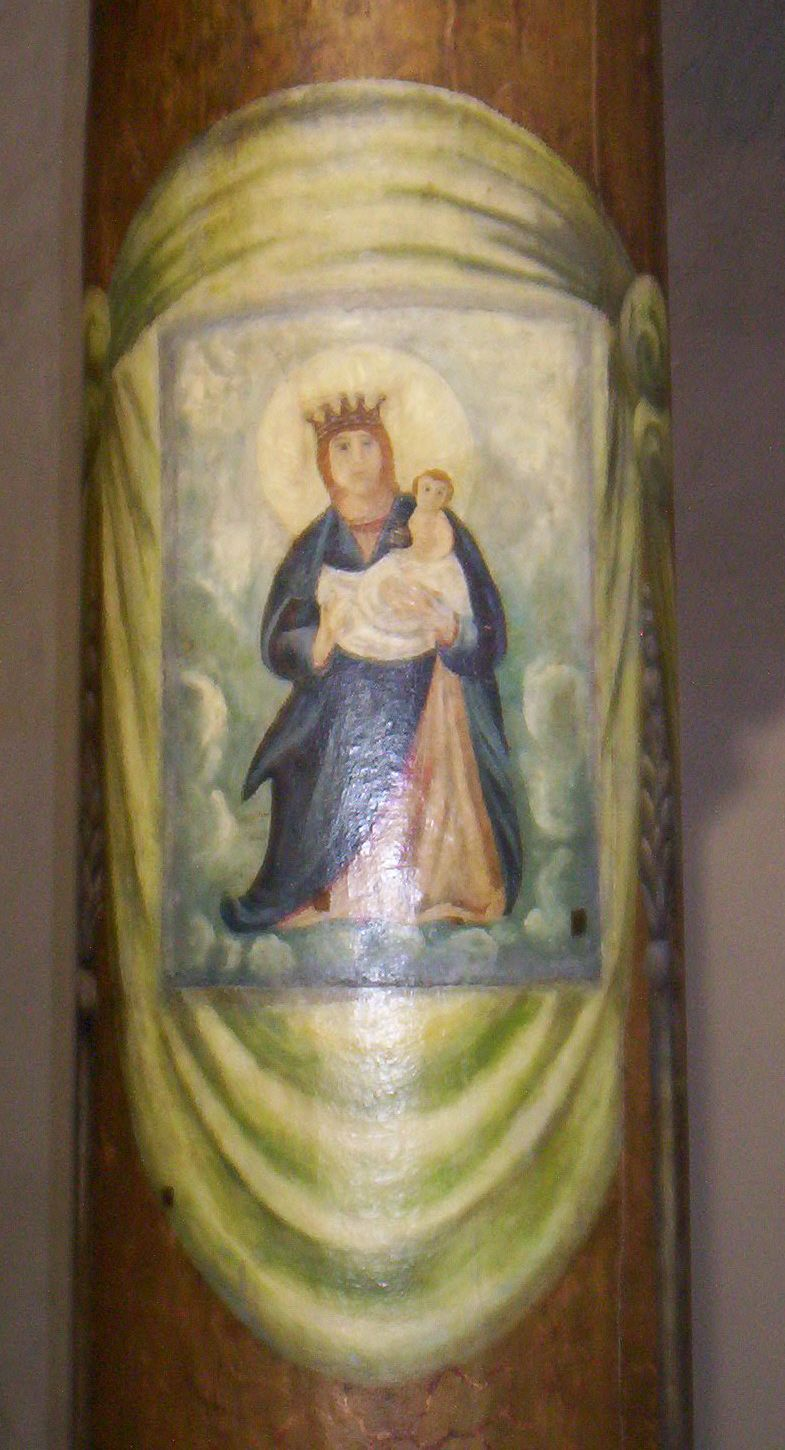
Patrona del gremio sul fusto del candeliere
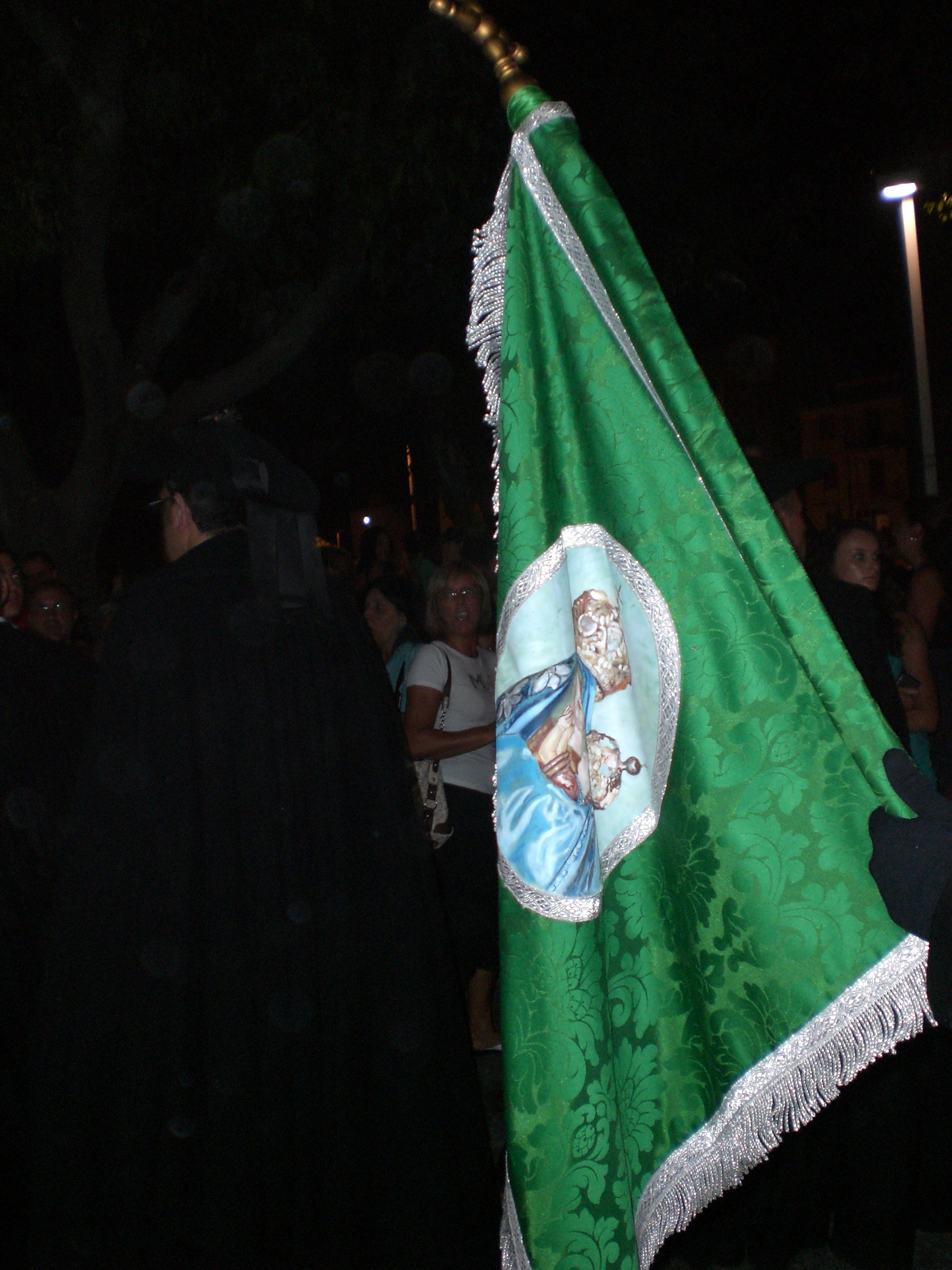
bandiera piccola del gremio